# 말뫼시

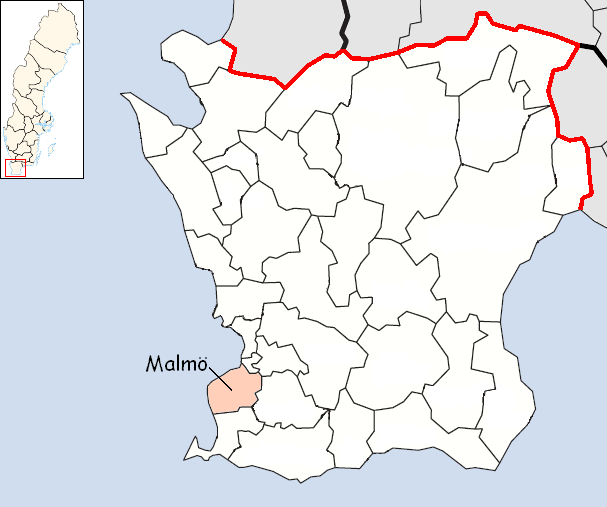
말뫼 시의 위치

말뫼시(스웨덴어: Malmö kommun)는 스웨덴 스코네주에 위치한 지방 자치체로 행정 중심지는 말뫼(스코네 주의 주도)이며 면적은 332.64km2, 인구는 328,494명(2016년 12월 31일 기준), 인구 밀도는 990명/km2이다.

시 문장